# Смольонґ (Поморське воєводство)
Смольонґ (пол. Smoląg, нім. Smolong) — село в Польщі, у гміні Бобово Староґардського повіту Поморського воєводства.
Населення — 105 осіб (2011).
У 1975-1998 роках село належало до Гданського воєводства.

## Демографія
Демографічна структура станом на 31 березня 2011 року:
|          | Загалом | Допрацездатний вік | Працездатний вік | Постпрацездатний вік |
| -------- | ------- | ------------------ | ---------------- | -------------------- |
| Чоловіки | 54      | 11                 | 37               | 6                    |
| Жінки    | 51      | 11                 | 31               | 9                    |
| Разом    | 105     | 22                 | 68               | 15                   |